# 21873 Jindřichůvhradec
21873 Jindřichůvhradec è un asteroide della fascia principale. Scoperto nel 1999, presenta un'orbita caratterizzata da un semiasse maggiore pari a 3,1496600 UA e da un'eccentricità di 0,2085390, inclinata di 4,46117° rispetto all'eclittica.